# Сентябрь 2018 года

Список событий сентября 2018 года.

## События
- 1 сентября
  - При посадке в аэропорту Адлер потерпел аварию самолёт Boeing 737-800 авиакомпании Utair: 18 человек пострадали, один сотрудник аэропорта, оказывавший помощь при эвакуации, умер от сердечного приступа[1].
  - На большой части территории Украины начался процесс отключения аналогового телевидения и переход на цифровое[2].
- 2 сентября
  - Одно из старейших научных заведений Бразилии — Национальный музей в Рио-де-Жанейро — практически полностью уничтожено огнём[3].
  - На проспекте Академика Сахарова в Москве прошла акция столичного отделения КПРФ против повышения пенсионного возраста[4].
  - Сборная Китая стала победителем в медальном зачёте Азиатских игр, которые прошли в индонезийских городах Джакарта и Палембанг[5].
- 3 сентября
  - В Мьянме двое журналистов «Рейтер», занимавшиеся расследованием массового убийства мусульман-рохинджа, признаны виновными в «разглашении государственной тайны»[6].
- 4 сентября
  - Верховный лидер Ирана аятолла Али Хаменеи призвал к «немедленным и справедливым» действиям против «экономической коррупции»[7].
  - Новым президентом Пакистана избран Ариф Алви[8].
- 5 сентября
  - В Челябинской области произошло землетрясение магнитудой 5,0[9].
  - Возбуждено уголовное дело о нарушении правил обращения с экологически опасными веществами после выброса кислоты с завода «Крымский титан», расположенного в Армянске[10].
  - На острове Хоккайдо произошло землетрясение магнитудой 6,7[11].
- 6 сентября
  - Начался турнир Лиги наций УЕФА[12].
  - На 75-м Венецианском кинофестивале кинорежиссёр Дэвид Кроненберг получил почётного «Золотого льва» за вклад в кинематограф[13].
  - Компания Starbucks открыла в Милане свою первую в Италии кофейню[14].
  - Компания Burberry заявила о том, что отказывается от использования натурального меха в своих изделиях[15].
  - Из-за выбросов (Экологическая катастрофа в Армянске) загрязняющих веществ (сернистого ангидрида)[16]) в воздух[17] на заводе Крымский Титан, началась эвакуация детей из Армянска и из 7 приграничных сёл Херсонской области Украины[18].
- 7 сентября
  - Начался 43-й Международный кинофестиваль в Торонто[19].
  - В Тегеране состоялся третий саммит Россия — Турция — Иран — трехсторонняя встреча на высшем уровне по сирийскому урегулированию[20].
  - В рамках подготовки к предоставлению автокефалии Православной церкви на Украине Константинопольский патриархат назначил в Киев двух экзархов — архиепископа Памфилийского Даниила (США) и епископа Эдмонтонского Илариона (Канада)[21].
  - Пуск частной суборбитальной ракеты-носителя OneSpace OS-X1 с космодрома Цзюцюань в пустыне Гоби, который с высоты около 535 км заснял китайский спутник дистанционного зондирования Земли «Jilin-1»[22].
- 8 сентября
  - В иракском городе Басра в целях борьбы с идущими с 4 сентября массовыми беспорядками введён комендантский час[23].
  - В результате ДТП близ пгт Мюссера (Гудаутский район) погиб ехавший из аэропорта Сочи премьер-министр Абхазии Геннадий Гагулия[24].
  - Джоселин Белл Бернелл, которая открыла пульсары и была обойдена Нобелевской премией, получила премию по фундаментальной физике в номинации «Прорыв»[25].
- 9 сентября
  - Eдиный день голосования в России[26].
  - В России прошли анонсированные Алексеем Навальным выступления против пенсионной реформы. Во многих случаях акции не были согласованы с властями, есть задержанные[27].
  - Парламентские выборы в Швеции[28].
  - Патриарх Кирилл освятил храм Святой Татианы в городе Когалым[29].
  - В Молдове две машины из президентского кортежа попали в аварию, в результате чего президент Молдовы Игорь Додон госпитализирован[30].
  - В Пхеньяне прошел военный парад по случаю 70-й годовщины основания КНДР[31].
- 10 сентября
  - Новак Джокович в третий раз выиграл Открытый чемпионат США по теннису[32].
- 11 сентября
  - Совет ЕС продлил санкции против России до 15 марта 2019 года[33].
- 12 сентября
  - Компания Google объявила о том, что почтовая служба Inbox прекратит свою работу в марте 2019 года[34].
- 14 сентября
  - Синод РПЦ принял решение прекратить поминовение патриарха Варфоломея во время богослужения в Русской православной церкви и приостановить совместное служение с иерархами Константинопольского патриархата, а также прекратить участие в структурах под их председательством. Тем не менее евхаристическое общение между церквями не прерывается.[35]
  - Ураган «Флоренс» достиг побережья Северной Каролины (США). Число жертв урагана достигло 13 человек[36].
  - Специалисты крымского Роспотребнадзора зарегистрировали новый выброс вредных веществ в атмосферу на севере Крыма. В Армянске был введён режим чрезвычайной ситуации[37][38].
  - Вручение Шнобелевской премии[39].
- 16 сентября
  - Эритрея и Эфиопия подписали мирный договор[40].
- 17 сентября
  - В Лос-Анджелесе прошла 70-я церемония вручения премии «Эмми», лучшим драматическим сериалом в третий раз за историю своего существования была признана «Игра престолов», лучшим комедийным — «Удивительная миссис Мейзел»[41].
  - Сирийским комплексом С-200 сбит самолёт Ил-20 ВКС России, на борту которого находились 15 российских военнослужащих[42][43][44][45].
- 18 сентября
  - Президент Абхазии Рауль Хаджимба назначил Валерия Бганбу премьер-министром республики[46].
  - В Нью-Йорке начала работу 73-я сессия Генеральной Ассамблеи ООН[47].
  - Третий в 2018 году саммит между Республикой Корея и КНДР[48].
  - Было объявлено имя первого туриста, который отправится на Луну с помощью системы BFR, разработанной компанией SpaceX — это японский миллиардер Юсаку Маэдзава[49].
  - В Кёнделене начались столкновения между балкарцами, кабардинцами и силовиками, после конного похода кабардинцев в честь 310-летия победы в Канжальской битве[50][51][52].
- 19 сентября
  - Саммит ЕС в Зальцбурге[53].
- 20 сентября
  - Избирательной комиссией Приморского края после второго тура, с учётом рекомендации ЦИК, выборы губернатора Приморского края признаны недействительными[54].
  - В Танзании из-за крушения парома на озере Виктория погибло свыше 220 человек[55].
  - Открытие Чемпионата мира по дзюдо в Баку (Азербайджан)[56]
- 21 сентября
  - Космический аппарат «Хаябуса-2» осуществил сближение с астероидом Рюгу. Впервые в истории совершена успешная мягкая посадка модулей-роботов на поверхность астероида[57] и получены первые снимки с посадочных модулей Rover-1A и Rover-1B[58].
  - Умер президент Вьетнама Чан Дай Куанг.
- 22 сентября
  - Компания Telltale Games, известная благодаря приключенческим играм, основанных на популярных телесериалах и комиксах, объявила о банкротстве и уволила 255 человек. Второй сезон The Wolf Among Us и ранее анонсированная игра по телесериалу «Очень странные дела» отменены, а судьба The Walking Dead: The Final Season пока не ясна[59].
  - В Москве прошел  митинг против повышения пенсионного возраста[60].
  - В городе Ахваз на западе Ирана боевики совершили теракт во время военного парада, погибли 28 человек, ещё 60 получили ранения[61].
- 23 сентября
  - Федеральная служба государственной статистики признала Краснодар городом-миллионником[62].
- 24 сентября
  - Конституционный суд Молдовы отстранил президента страны от исполнения обязанностей из-за отказа утвердить двух новых министров[63].
  - Протестные выборы в России: действующий губернатор Хабаровского края Вячеслав Шпорт проиграл выборы главы региона депутату Госдумы от ЛДПР Сергею Фургалу, действующий губернатор Владимирской области Светлана Орлова, проиграла во втором туре кандидату от ЛДПР Владимиру Сипягину[64].
- 25 сентября
  - Большинство депутатов парламента Швеции при голосовании по вотуму доверия к действующему премьер-министру Стефану Лёвену выступили против его выдвижения на новый срок[65].
  - Основатели Instagram Кевин Систром и Майк Кригер объявили об уходе из компании из-за разногласий с главой Facebook Марком Цукербергом по планам развития сервиса[66].
- 26 сентября
  - Госдума РФ рассмотрит во втором, основном, чтении законопроект о повышении пенсионного возраста[67].
  - Главы Чечни и Ингушетии Рамзан Кадыров и Юнус-Бек Евкуров подписали соглашение о закреплении границы между регионами, проведён равноценный обмен нежилыми территориями Надтеречного района Ингушетии и Малгобекского района Чечни[68].
- 27 сентября
  - В Минфин России создали антисанкционный департамент[69].
  - Закрытие Чемпионата мира по дзюдо в Баку (Азербайджан)[56].
- 28 сентября
  - Комиссия по ценным бумагам и биржам подала иск в суд против главы Tesla Илона Маска[70].
  - Палестина подала в суд на США из-за открытия посольства в Израиле[71].
  - В результате землетрясений магнитудой 7,1 и 7,4 и цунами в городе Палу на острове Сулавеси в Индонезии. Более 1200 человек погибло[72][73].
  - С ракетного полигона Аннёйа, расположенного на одноимённом острове, Норвегия запустила первую ракету собственного производства Nucleus[74].
  - Финал Кубка Азии по крикету закончился победой сборной Индии[75].
  - Энергоблок №4 Ростовской АЭС введен в промышленную эксплуатацию[76].
- 29 сентября
  - Япония отказалась от перехода на летнее время[77].
  - Глава компании Tesla Илон Маск заключил досудебное соглашение с Комиссией по ценным бумагам США по которому он лишится поста председателя правления компании выплатит штраф в 20 млн долларов[78].
- 30 сентября
  - Референдум о переименовании Македонии[79].
  - США, Мексика и Канада смогли договориться о новом соглашении о свободной торговле USMCA[80].